# 盧蔭溥
盧蔭溥（1760年—1839年），字南石，號霖生，山東德州人，清朝大臣，歷乾隆、嘉慶、道光三朝，從政五十餘年，歷任吏、戶、禮、兵、刑、工各部尚書。

## 生平
乾隆三十二年（1767年）盧蔭溥九歲，祖父盧見曾因「兩淮鹽引案」死於獄中，家產被籍沒，子孫連坐，父親盧謙被充軍，盧母帶盧蔭溥回外祖父家。三年後，大學士劉統勳才能為盧見曾昭雪。
乾隆四十六年（1781年）中進士，點翰林院庶吉士，三年後授翰林院編修，為掌院阿桂激賞。
乾隆五十九年（1794年）往山西主持鄉試，充任副考官。
乾隆六十年（1795年）提督河南學政。
嘉慶六年（1801年），任軍機章京。
嘉慶十三年（1808年），升鴻臚寺少卿，次年，遷光祿寺少卿。
嘉慶十六年（1811年）大學士戴衢亨病逝，帝以盧蔭溥「諸習樞務，數奉有勞」，加四品卿銜，命在在軍機大臣上行走。不久遷通政司制使、光祿寺卿、通政使、內閣學士兼禮部侍郎、文淵閣直閣事、兵部、戶部侍郎。
嘉慶十八年（1813年），天理教首領林清派二百餘人潛入紫禁城與清軍激戰，是為天理教之變。當時嘉慶帝在熱河狩獵，盧蔭溥「夜半聞報」，即「面進機宜」，回京後，在軍機處「夙夜勤勞」、「贊襄機務」，調遣各地清軍鎮河南，鎮壓李文成動亂。
嘉慶二十三年（1818年），擢禮部尚書兼國史館總裁，旋調兵部尚書兼署刑部尚書，加太子少保銜。同年秋，授戶部尚書兼吏部尚書。嘉慶二十五年（1820年），嘉慶崩於熱河避暑山莊，盧蔭溥偕托津，戴均元撰寫遺詔，旋遭大學士曹振鏞密奏道光帝，指軍機擬遺詔犯了「重大錯誤」，錯撰清高宗的出生地點。道光帝大怒，嚴懲托津、戴均元降四級留任，逐出軍機處；盧蔭溥降五級留任，仍在軍機大臣上行走，旋調工部尚書。
道光元年（1821年），任吏部尚書兼順天府尹。同年，道光以「職任較繁」罷去盧軍機大臣之職。道光七年（1827年）兼任協辦大學士。道光十年（1830年），升體仁閣大學士。道光十一年（1831年），充文淵閣領閣事。
道光十三年（1833年），以病乞休。道光十九年（1839年）卒，贈太子太師，諡文肅。

## 延伸阅读
[在维基数据编辑]
 《清史稿/卷341》，出自趙爾巽《清史稿》